# Karl Gustavs kyrka, Norrbotten
Karl Gustavs kyrka (ofta kallad Karungi kyrka) är en kyrkobyggnad vid Torne älv i Karungi. Den som tillhör Haparanda församling i Luleå stift. Tidigare hörde kyrkan till Karl Gustavs församling.

## Kyrkobyggnaden
Kyrkan, som togs i bruk 1796, är uppförd av liggtimmer och vilar på en stensockel. Planen är korsformad med kor i öster och en tillbyggd sakristia nordöst om korsmitten. Här har altaret ursprungligen stått, men senare flyttats till östra korsarmen. Ytterväggarna är klädda med vitmålad stående panel som är indelad med lisener. Det höga yttertaket är ett av fåtal bevarade där takspånet är lagt i triangelformat mönster. Ovanför korsmitten vilar en lökformig, spånklädd takryttare krönt med hög spira och kors. Samtliga fyra korsarmar har varsin ingång. Korsarmarnas innertak har plant mittparti och välvda sidopartier. Korsmitten pryds av en målning.

### Tidigare kyrkobyggnad
Åren 1744–1745 uppfördes ett träkapell med tillhörande klockstapel på Kyrkholmen i Karungi. Kapellet invigdes sommaren 1745 av prosten Abraham Fougt. Troligen hade kapellet en åttkantig grundplan.

### Nuvarande kyrkobyggnad
Planeringen av en ny kyrka påbörjades 1785. Åren 1795–1797 uppfördes nuvarande träkyrka, med karolinsk exteriör och nyklassisk interiör, efter ritningar från Överintendentsämbetet. Ursprungligen var kyrkan orienterad så att huvudingången låg närmast älven.
1821 uppfördes en orgelläktare.
En renovering genomfördes 1848–1852 efter ritningar av arkitekt Ludwig Hawerman. Innerväggarna kläddes med panel och altaret flyttades till sin nuvarande plats i östra korsarmen. Järnkaminer till kyrkans uppvärmning skaffades in 1882.

### Ombyggnader på 1900-talet
En renovering genomfördes 1922 under ledning av Olof Lundgren. Nya bänkar införskaffades och placerades glesare för att öka benutrymmet. Västra korsarmens västparti inreddes till vapenhus. Kyrktaket försågs med en ny spira då den gamla hade drabbats av röta. 1945 installerades elektrisk värme som ersatte samtliga järnkaminer. Vid en restaurering 1949 under ledning av Hjalmar Olsson tillkom läktarunderbyggnaden. Bänkinredningen byggdes åter om och blev öppen från att tidigare ha varit sluten. 1955 fattades beslut att dra in vatten och avlopp. Två år senare isolerades kyrkan för att minska uppvärmningskostnaderna. 1994 renoverades kyrktaket då defekta spån byttes ut, taket tjärades, alla takrännor byttes ut och samtliga fönster målades om.

## Inventarier
- I öster står altaruppsatsen som har en arkitektoniskt utformad ram med pilastrar, lister och ornament. Altaruppsatsen är placerad framför en skärmvägg med flankerande dörrar. Liksom skärmväggen är altaruppsatsen tillverkad omkring 1850 efter ritningar av Ludvig Hawerman.
- Altartavlan är signerad "Esaias Svanberg, Haparanda 1845".
- Predikstolen är samtida med kyrkan. Den är snidad av dess byggmästare Hans Hansson Lohiniva, förgyllningen är från 1829.
- Mitt i kyrkan hänger en ljuskrona som anskaffades 1826. Två kristallkronor köptes senare in. Två ljuskronor av malm anskaffades år 1925.
- 1820 inköptes en tiostämmig orgel från Pehr Strand i Stockholm. 1930 påbörjades en ombyggnad som utfördes av orgelbyggaren N.O. Alm, vilket i praktiken innebar att orgeln revs. Gamla fasaden och orgelhuset behölls dock. 1952 genomfördes en ny ombyggnad av Grönlunds Orgelbyggeri. 1975 ersattes orgeln av en ny från Grönlunds Orgelbyggeri. Några stämmor från Strands orgel byggdes in i nuvarande orgel. Även denna gång bevarades den ursprungliga fasaden.